# Papilio woodfordi
Espèce
Papilio woodfordi ou Machaon de Woodford est une espèce de lépidoptères (papillons) de la famille des Papilionidae. L'espèce est endémique des Îles Salomon en Océanie.

## Description

### Imago
Le dimorphisme sexuel est faible. L'envergure est comprise entre 10 et 11 cm. 
À l'avers les ailes sont noires. Les ailes antérieures portent une large bande blanchâtre, en partie et parfois complètement effacée vers le milieu et portent quelques fines raies formées d'écailles jaunâtres dans la cellule. Les ailes postérieures sont dentelées, la queue étant réduite à une dentelure un peu plus longue que les autres. Il y a des lunules blanches entre les dentelures une large bande blanchâtre dans la partie médiane de l'aile.
Au revers les ailes antérieures sont marron foncé. Elles ont quelques macules blanchâtres aux contours diffus à la place de la bande de l'avers. Les ailes postérieures sont noires. Elles ont des lunules blanches entre les dentelures, une série de lunules blanchâtres vers le milieu de l'aile surmontant des macules bleues diffuses, une série de lunules orangées submarginales plus ou moins développées et un point orangé dans l'angle tornal.
Le corps et la tête sont noirs.

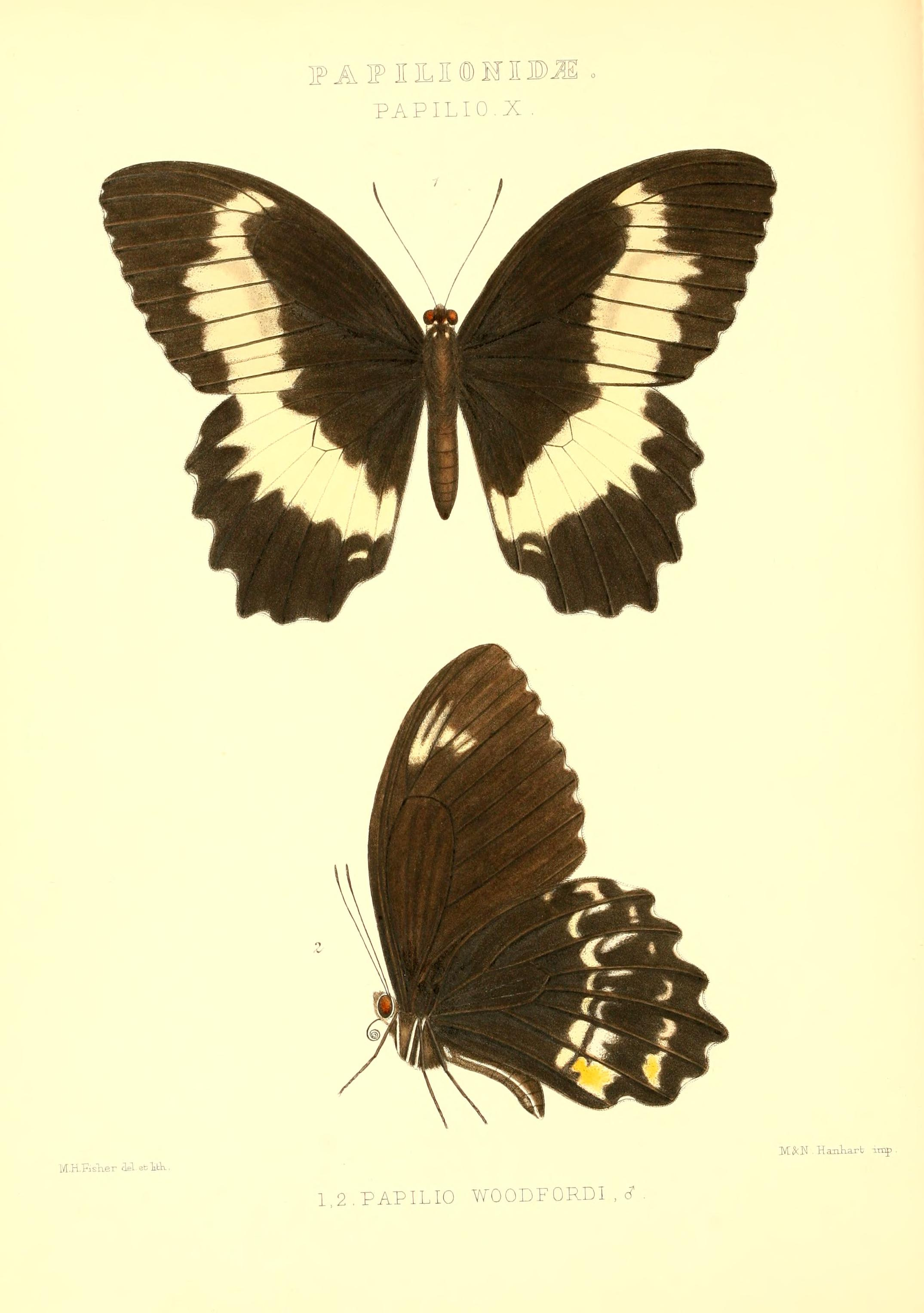
Papilio woodfordi, avers et revers (illustration).
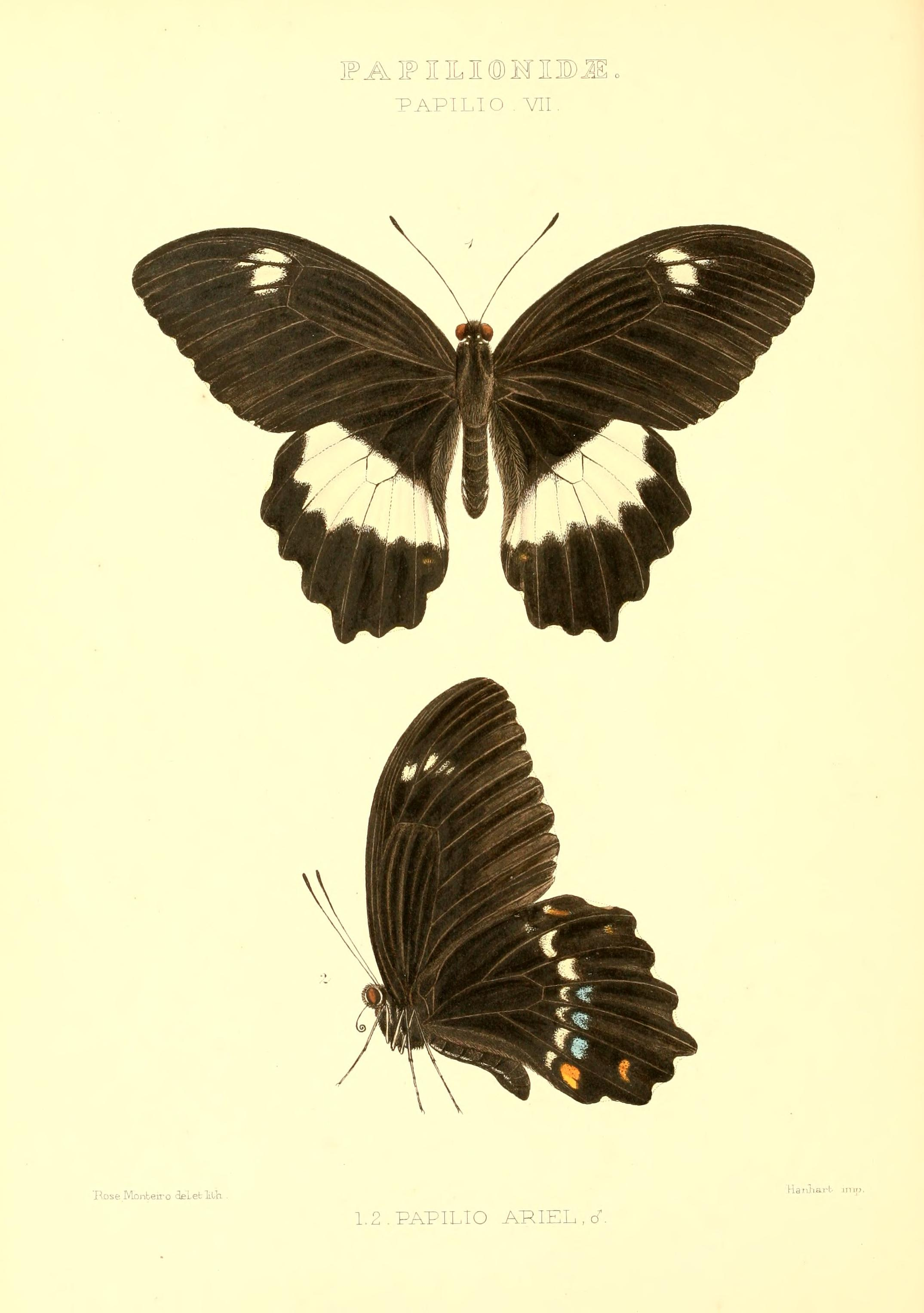
Papilio woodfordi ariel, avers et revers (illustration).
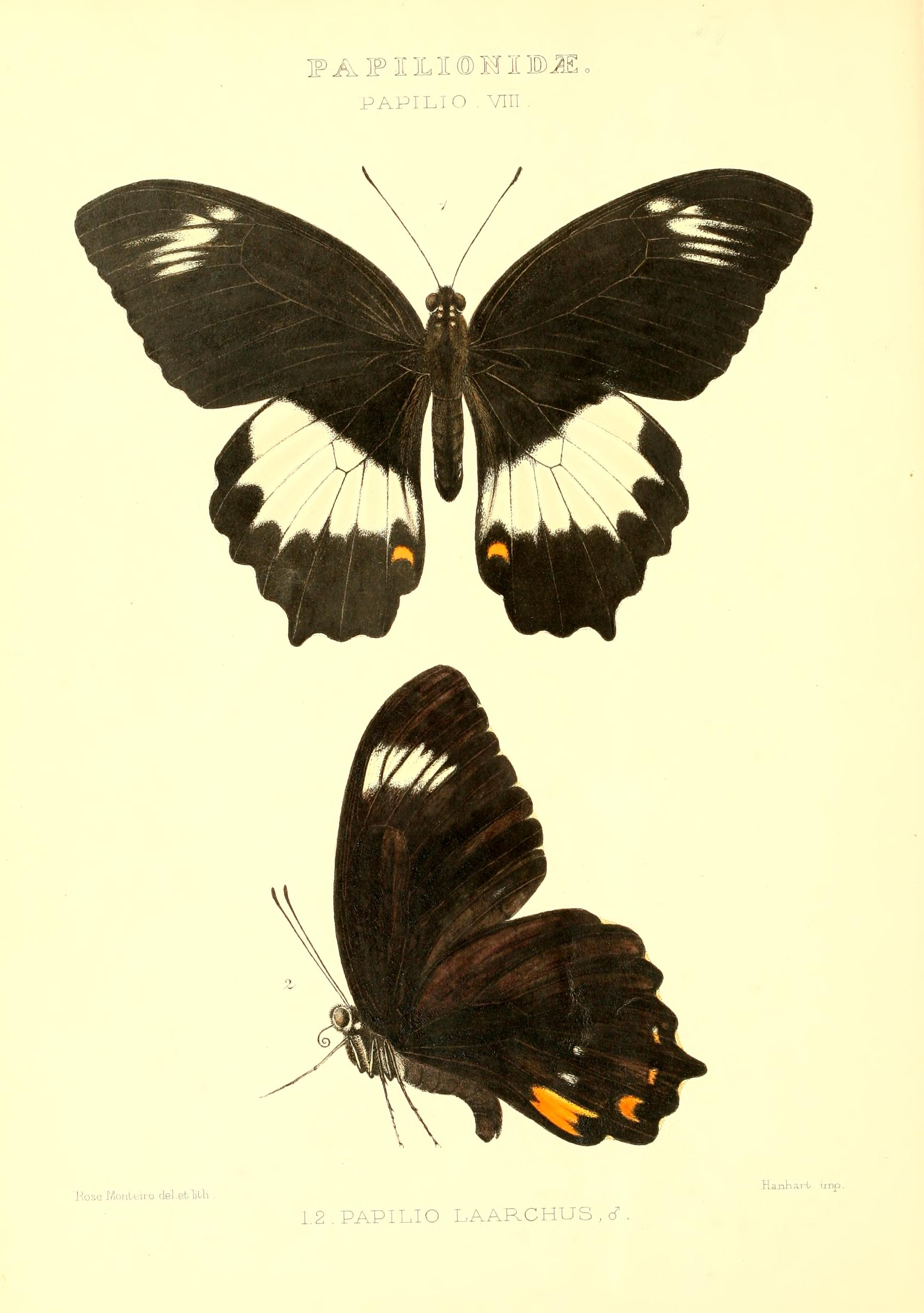
Papilio woodfordi laarchus, avers et revers (illustration).

### Juvéniles
Au dernier stade la chenilles est verte avec quelques marques légèrement plus claires. Elle a de courts tubercules sur le prothorax et sur le 9ème segment abdominal. La chrysalide est lisse, de couleur vert foncé à noir.

## Écologie
La femelle pond ses oeufs sur la plante-hôte. cette espèce utilise comme plante-hôte des espèces de la famille des Rutacées. Les chenilles sont solitaires. Elles se nourrissent des feuilles de la plante-hôte. Elles passent par cinq stades puis se transforment en chrysalide.

## Habitat et répartition
Papilio woodfordi est endémique des îles Salomon en Océanie, située dans l'écozone australasienne. Ces îles ont un climat équatorial. La présence de l'espèce est attestée sur les îles Bougainville, Shortland, Choiseul, Santa Isabel, Nouvelle-Géorgie et les îles environnantes, Guadalcanal et dans les îles Florida. L'espèce est peut-être présente à Malaita.

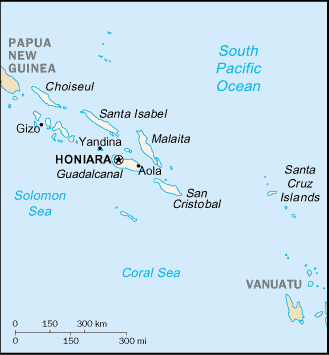
Carte des îles Salomon
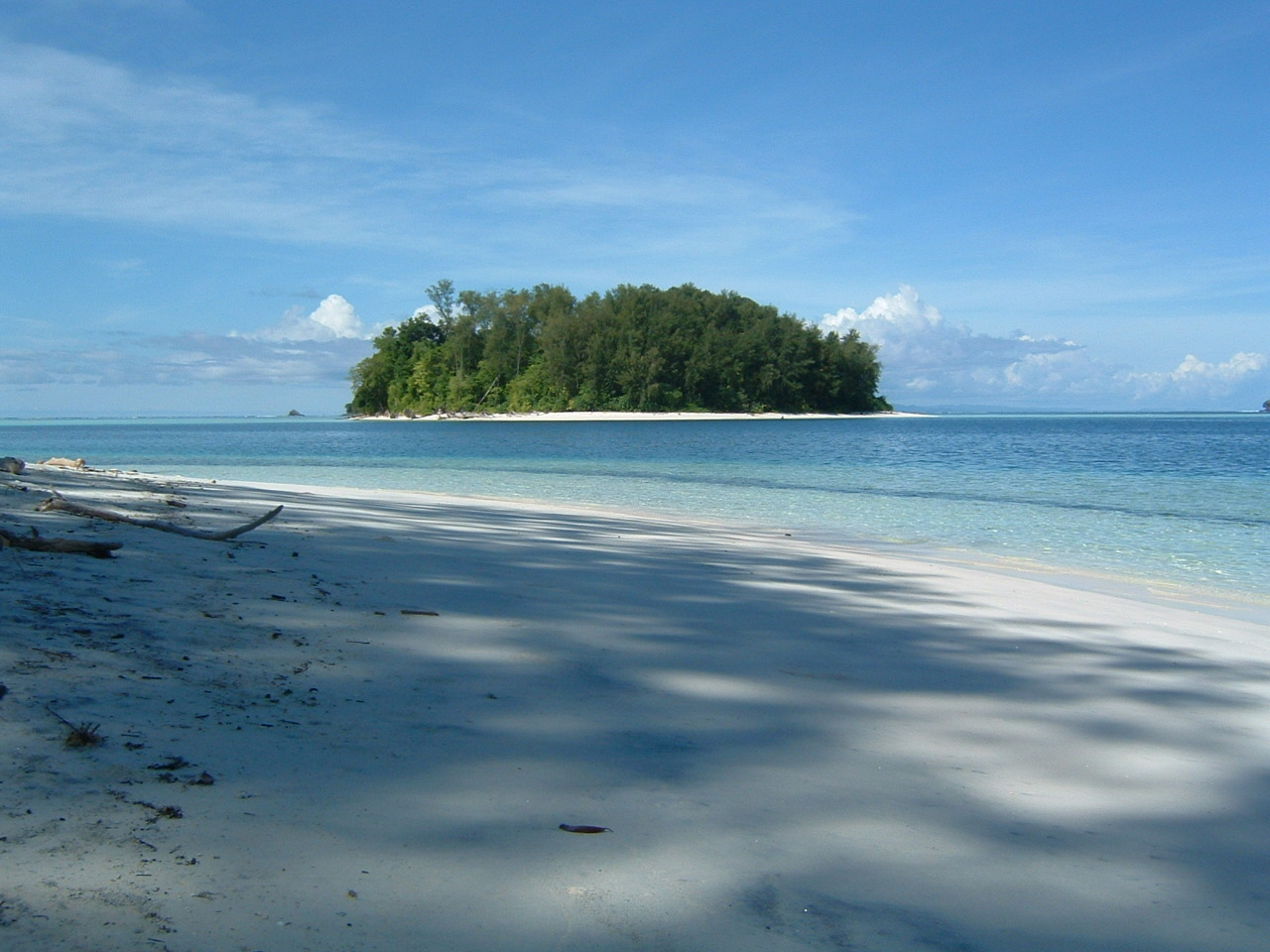
Paysage des Îles Salomon.

## Systématique
sL'espèce Papilio woodfordi a été décrite pour la première fois en 1888 par Frederick DuCane Godman et Osbert Salvin dans The Annals and magazine of natural history; zoology, botany, and geology. Elle est nommée en l'honneur du naturaliste Charles Woodford. L'espèce est placée par Hancock dans le groupe de Papilio fuscus.
Papilio woodfordi est aussi appelé Menelaides woodfordi.

### Sous-espèces[1]
- Papilio woodfordi woodfordi : Bougainville, Shortland
- Papilio woodfordi choiseuli Rothschild, 1908 : Choiseul
- Papilio woodfordi laarchus Godman & Salvin, 1888 : groupe de la Nouvelle-Géorgie
- Papilio woodfordi ariel Grose-Smith, 1889 : Santa Isabel
- Papilio woodfordi ptolychus Godman & Salvin, 1888 : Guadalcanal et îles Florida.

## Papilio woodfordiet l'Homme

### Menaces et répartition
Cette espèce n'est pas évaluée par l'UICN et statut est inconnu. En 1985 elle n'était pas considérée comme rare et ne semblait pas menacée.